# Клап, мястото на твоите мечти
„Клап, мястото на твоите мечти“ (на испански: CLAP, el lugar de tus sueños) е мексиканска теленовела, режисирана от Ериберто Лопес де Анда и Ерик Моралес и продуцирана от Роберто Гомес Фернандес за Телевиса през 2003-2004 г.
В главните роли са Ана Лайевска, Ари Боровой, Лидия Авила и Кика Едгар, а в отрицателната роля е Фернанда Кастийо. Специално участие вземат Лус Мария Агилар, Мануел "Флако" Ибаниес и Лус Мария Херес.

## Сюжет
Известна актриса в младостта си, Офелия, се оттегля от сцената, след като губи единствената си дъщеря, на която отказва подкрепата си, когато иска да последва стъпките на своята майка. Сега, разкаяла се, Офелия посвещава усилията и таланта си за насърчаване и развитие на артистичните умения на младите хора, които учат в нейния институт. Но това, за което Офелия копнее преди всичко, е да намери внука си, който изчезва в деня, в който дъщеря ѝ умира при раждането.
След известни неуспехи Валентина, Елена и Монсерат успяват да влязат в института, където срещат Хуан Пабло, Камила, Флоренсия, Фабрисио, Емилиано, Дебора, Даниела, Нето и Роландо. Привличането между Хуан Пабло и Валентина е незабавно, привличане, което се превръща в дълбока и истинска любов. Връзката им обаче е помрачена от интригите на Камила, богато и арогантно момиче, което е влюбено в Хуан Пабло.
Монсерат и Елена откриват, че любовта невинаги носи щастие, защото много мъже лъжат, когато казват „Обичам те“, но също така научават, че искрените приятели споделят радостите си, подкрепят се в беда и се насърчават да дадат най-доброто от себе си. Това е история, която ни отвежда в живота на млади хора, които мечтаят за успех на сцената и се борят за постигането му; неговите триумфи и разочарования, неговият смях, неговата тъга, неговите семейни проблеми, неговата музика; другарството, което ги обединява и съревнованието, което понякога предизвиква съперничество и завист.

## Актьори
- Ана Лайевска – Валентина
- Ари Боровой – Хуан Пабло
- Лидия Авила – Монсерат
- Кика Едгар – Елена
- Лусиано Сери – Томас
- Фернанда Кастийо – Камила
- Дамян Мендиола – Фабрисио
- Маурисио Мартинес – Емилиано
- Тали Амескуа – Дебора
- Мариана Авила – Флоренсия
- Мануел "Флако" Ибаниес – Отец Константино
- Лус Мария Агилар – Офелия
- Еухенио Бартилоти – Нето
- Марлон Кастро – Роландо
- Уенди Гонсалес – Хасмин
- Маурисио Буено – Ерик
- Лус Мария Херес – Виктория
- Карен Хуанторена – Даниела
- Макария – Лусия
- Хула Посо – Хувентина
- Росита Пелайо – Сулема
- Луис Кутуриер – Себе си
- Едуардо Линян – Федерико
- Роксана Сауседо – Грасия
- Луис Гатика – Риваденейра
- Мариана Кар – Аленка
- Поло Ортин – Есекиел
- Раул Араиса – Грегорио
- Хосе Луис Ресендес – Сесар
- Мартин Рика – Мартин
- Марко Уриел – Бащата на Валентина

## Премиера
Премиерата на Клап, мястото на твоите мечти е на 3 ноември 2003 г. по Canal de las Estrellas. Последният 95. епизод е излъчен на 12 март 2004 г.

## Награди и номинации
Награди TVyNovelas (2004)
| Категория                 | Номиниран(а)      | Резултат   |
| ------------------------- | ----------------- | ---------- |
| Най-добро женско откритие | Кика Едгар        | Номинирана |
| Най-добро мъжко откритие  | Ари Боровой       | Номиниран  |
| Най-добро мъжко откритие  | Маурисио Мартинес | Номиниран  |